# Slag bij Ringgold Gap
De Slag bij Ringgold Gap vond plaats op 27 november 1863 in Catoosa County, noordwestelijk Georgia tijdens de Amerikaanse Burgeroorlog. De Zuidelijke generaal-majoor Patrick Cleburne sloeg verschillende Noordelijke aanvallen af en won genoeg tijd zodat de Zuidelijke artillerie en bagagetrein met succes over de pas van Ringgold Gap geraakten. De Noordelijke verliezen waren aanzienlijk.

## Achtergrond
Na de zware nederlaag bij Missionary Ridge op 25 november trok het Zuidelijke Army of Tennessee zich terug naar het noordwesten van Georgia. Het leger moest de bergpas van Ringgold Gap over. Om de artillerie en de bagagetrein de nodige tijd te geven om door de pas te geraken, gaf Bragg het bevel aan de achterhoede onder leiding van generaal-majoor Patrick Cleburne om de vijand ten alle prijze tegen te houden.

## De slag
Rond 03.00u stelde Cleburne zijn soldaten op en wachtte hij de komst van de Noordelijke eenheden af. Toen de Noordelijken dicht genoeg waren, opende Cleburne het vuur met zijn geweren en artillerie. De soldaten van generaal-majoor Joseph Hooker waren totaal verrast. Hooker probeerde de vijandelijke positie langs beide zijden te flankeren. De Zuidelijken hielden echter stand. Gedurende vijf uur voerde Hooker aanval na aanval uit zonder vooruitgang te boeken. Rond de middag kreeg Cleburne de boodschap dat iedereen over de pas was. Hij trok zijn mannen terug.